# University of International Business
Die University of International Business (UIB) (russisch Университет UIB) ist eine Universität in der kasachischen Stadt Almaty. Sie wurde 1992 gegründet und hat mehr als 2000 Studenten und fast 200 Mitarbeiter.

## Geschichte
Die University of International Business wurde 1992 als School of Business gegründet, die als eigenständige Institution aus der Staatlichen Kasachischen Akademie für Management hervorging. Zehn Jahre nach ihrer Gründung wird sie zur heutigen University of International Business erhoben.
Im Jahr 2002 eröffnete die Universität eine Außenstelle in der kasachischen Hauptstadt Astana. Zusätzlich wurde in Almaty eine Graduiertenschule eröffnet und eine Partnerschaft mit der amerikanischen University of Wisconsin–Madison aufgebaut. 2006 vereinbarte man die Zusammenarbeit mit der Riga International School of Economics and Management im lettischen Riga und 2007 mit der Universität Bologna in Italien.
Seit 2008 arbeitet die UIB auch mit der Europäischen Kommission zusammen, um Standards für den Fernunterrichts und das Akkreditierungssystem in Kasachstan zu entwickeln.

## Fakultäten
Die University of International Business besteht aus sieben Fakultäten:
- Fakultät für Rechnungswesen und Wirtschaftsprüfung
- Fakultät für Marketing und Tourismus
- Fakultät für Management
- Fakultät für Finanz- und Kreditwesen
- Fakultät für soziale Geisteswissenschaften
- Fakultät für Wirtschaftsinformatik
- Fakultät für Sprachen